# Савельевская (Чечня)
Саве́льевская (чечен. Савельевски) — станица в Наурском районе Чеченской Республики. Станица образует Савельевское сельское поселение.

## География
Расположена на левом берегу реки Терек, на юго-востоке от райцентра станицы Наурской. При этом станица находится не у самой реки, а несколько в отдалении от берега — от Терека её отделяют сеть каналов и лесной массив. Вдоль северной окраины Савельевской проходит автомобильная дорога Р262 Ставрополь—Крайновка и железнодорожная линия Северо-Кавказской железной дороги (в станице находится разъезд Калиновский). Севернее населённого пункта протекает оросительный канал имени Ленина.
Ближайшие населённые пункты: на юго-востоке — станица Калиновская и село Новотерское, на северо-западе — станица Мекенская, на западе, на противоположном берегу Терека — село Мекен-Юрт и село Надтеречное, на востоке — село Ульяновское, на севере — хутор Мирный, на юге, также на другом берегу Терека — село Подгорное.

## История
Станица Савельевская была основана в 1886 году, став семидесятой и последней станицей Терского казачьего войска. Образована на месте одноимённого хутора станицы Калиновской. По состоянию на 1874 год казачий посёлок Савельевский Грозненского округа Терской области, находящийся «на левом берегу Терека, на Дагестанском тракте», насчитывал 44 дома, 205 жителей (103 мужского пола и 102 женского), проживали русские (старообрядцы), имелся молитвенный старообрядческий дом.
Станица входила в Кизлярский отдел Терской области.
По состоянию на 1926 год станица Савельевская относилась к Савельевскому сельсовету Наурского района Терского округа Северо-Кавказского края. Согласно переписи населения 1926 года в станице проживало 1170 человек, из них великороссов — 1151.

## Население
| 1926  | 1990  | 2002  | 2010  | 2012  | 2013  | 2014  |
| ----- | ----- | ----- | ----- | ----- | ----- | ----- |
| 1170  | ↗2312 | ↘2239 | ↗2263 | ↗2308 | ↗2352 | ↗2414 |
| 2015  | 2016  | 2017  | 2018  | 2019  | 2020  | 2021  |
| ↗2470 | ↗2510 | ↘2495 | ↗2511 | ↗2530 | ↗2546 | ↘2239 |
| 2023  | 2024  |       |       |       |       |       |
| ↗2286 | ↗2312 |       |       |       |       |       |

По данным переписи 2002 года, в станице проживало 2239 человек (1052 мужчины и 1187 женщин), 97 % населения составляли чеченцы.
Национальный состав населения станицы по данным Всероссийской переписи населения 2010 года:
| Народ      | Численность, чел. | Доля от всего населения, % |
| ---------- | ----------------- | -------------------------- |
| чеченцы    | 2224              | 98,28 %                    |
| русские    | 25                | 1,10 %                     |
| другие     | 11                | 0,49 %                     |
| не указали | 3                 | 0,13 %                     |
| всего      | 2263              | 100,00 %                   |